# Cratésipolis
Cratésipolis (en grec ancien Κρατησίπολις / Kratèsípolis) est la souveraine de Sicyone et de Corinthe, de 314 à 308 av. J.-C. Elle est l'épouse d'Alexandre, fils de Polyperchon. Elle se distingue par sa beauté, ses talents et son énergie.

## Biographie
En 314 av. J.-C., lorsque son époux est assassiné à Sicyone, Cratésipolis prend le commandement de ses forces, auprès desquelles sa bonté l'a rendue extrêmement populaire. Lorsque les Sicyoniens, espérant une conquête facile sur une femme, attaquent la garnison pour tenter d'établir un gouvernement indépendant, elle réprime la sédition et fait crucifier trente des rebelles. Cette victoire permet à Cassandre de conserver son emprise sur la cité. 
En 308, Ptolémée l'incite à céder Corinthe et Sicyone. Lorsque celui-ci prend le contrôle de Corinthe et de Sicyone, Cassandre ne contrôle plus qu'Athènes en Grèce. Cratésipolis, qui se trouve à Corinthe à ce moment-là, sait que ses troupes ne consentiront jamais à la reddition. Elle envoie donc une partie des forces de Ptolémée dans la cité, en prétendant qu'il s'agit d'un renfort qu'elle a appelé de Sicyone. Elle se retire ensuite avec ses troupes à Patras en Achaïe, où elle vit.
En 307, Cratésipolis et Démétrios Ier Poliorcète se donnent rendez-vous à Patras, attirés par leur célébrité réciproque. Avant cette rencontre, Démétrios a dressé une tente près de la cité afin que Cratésipolis puisse arriver sans être vue. Les adversaires des Antigonides sont conscients de la présence de Démétrios dans la région et attaquent, forçant Démétrios à fuir la région. C'est la dernière mention de Cratésipolis dans les sources.